# Пинтадо (Уругвай)
Пинтадо или Пуэбло-Барсело (исп. Pintado) — населённый пункт сельского типа на юге центральной части Уругвая, в департаменте Флорида.

## История
Населённый пункт был основан 18 октября 1910 года как железнодорожная станция.

## География
Расположен в западной части департамента, примерно в 30 км от административного центра департамента, города Флорида, и в 128 км от столицы страны, Монтевидео. Населённый пункт находится в 500 м к востоку от национального шоссе № 5. Абсолютная высота — 141 метр над уровнем моря.

## Население
По данным на 2011 год население составляет 170 человек
| Год  | Население |
| ---- | --------- |
| 1963 | 125       |
| 1975 | 126       |
| 1985 | 102       |
| 1996 | 83        |
| 2004 | 141       |
| 2011 | 170       |

Источник: